# 17547 Nestebovelli
17547 Nestebovelli è un asteroide della fascia principale. Scoperto nel 1993, presenta un'orbita caratterizzata da un semiasse maggiore pari a 2,3358023 au e da un'eccentricità di 0,1578594, inclinata di 1,94924° rispetto all'eclittica.